# Kim Bo-mi (cestista)
Kim Bo-mi (김보미?; Gwangju, 6 marzo 1986) è un'ex cestista sudcoreana.

## Carriera
Con la Corea del Sud ha disputato i Campionati mondiali del 2010.